# Plantin-Moretus museum
Plantin-Moretus museum är ett boktryckerimuseum i Antwerpen i Belgien. Här ett av Europas centrum för tryckta böcker på 1500-talet.
Christophe Plantin (ca 1520-1589) lärde upp sig till bokbindare i Antwerpen efter att ha flytt från Paris, där minst en tryckare blivit bränd efter att ha anklagats för kätteri. 1555 började han trycka sina första böcker, till en början som distributör till andra förlag. Staden hade redan etablerat ett center för träsnitt, graveringar och böcker. Plantin anställde en assistent, Jan Moretus (Moerentorf), som kunde läsa både latin och grekiska, men också kunde skriva brev på flera moderna språk. Han tog hand om affärerna och blev sedermera svärson och fick så småningom ta över tryckeriet. 1562, misstänkt för kätteri, flydde Plantin till Frankrike och stannade där i två år. När hans press auktionerades ut, köpte vänner till honom upp utrustningen för hans räkning.
Efter 1564, då Plantin återstartat verksamheten i en ny butik med skylten De Gulden Passer (Den gyllene passaren), tryckarnas märke i huset Plantin, som ofta dök upp i en vinjett på titelbladet i böcker från tryckeriet, avbildar en passare, änglar och mottot Labora et Constancia ("Arbete och Konstans"), vilket kan sammanfatta publicistens liv. Plantins arvtagare drev pressen i Antwerpen till 1867. Hans byggnad i Antwerpen är idag ett stort museum med bland annat boktryckarverkstaden och ett bibliotek med fler än 25 000 volymer.
Liksom tryckaren Robert Estienne exponerade Plantin spaltkorrekturen framför sin anläggning och lovade en belöning till den som kunde hitta felaktigheter. Plantin var vän till målaren Peter Paul Rubens som gjorde målningar till hans publikationer och även några porträtt på Plantin-Moretusfamiljen.
I mer än 200 år hade Plantintryckeriet monopol, beviljat av Rom, för att trycka liturgiska texter.
År 2005 blev museet ett världsarv.

## Några av böckerna från Plantins tryckeri
- 1555 - La Institutione di una Fanciulla Nata Nobilmente. L'Institution d'une Jeune Fille de Noble Maison. Traduuite de langue Tuscan en François. - Plantins första tryckta bok, en toskansk manual i hur man utbildar unga flickor från fina familjer. 1555
- 1559 - (ett album med PLATES till minne av Karl V:s begravning)
- 1562 - Dictionarium Tetraglotton - en ordbok på grekiska, latin, franska och flamländska bestående av 8 folianter, på hebreiska, latin, grekiska, syriska och arameiska.
- 1579 - Theatrum orbis terrarum  - en atlas av Abraham Ortelius.